# Heinz Leubner
Heinz Leubner (* 2. Oktober 1921 in Leopoldshain; † 29. Januar 2013) war ein deutscher Maschinenschlosser und Volkskammerabgeordneter für den Freien Deutschen Gewerkschaftsbund (FDGB).

## Leben
Leubner stammte aus der preußischen Provinz Niederschlesien und wuchs in der Nähe von Görlitz auf. Er war der Sohn eines Arbeiters. Nach dem Besuch der Volksschule nahm er 1937 eine dreijährige Lehre zum Maschinenschlosser auf und wurde dann zur deutschen Wehrmacht eingezogen. Gegen Ende des Krieges geriet er in Gefangenschaft. Nach seiner Rückkehr und der Abtretung seines Geburtsortes an Polen ließ er sich in Görlitz nieder, wo er als Schlosser arbeitete. Von 1955 bis 1958 besuchte er die Fachschule für Maschinenbau in Leipzig, wo er den Abschluss eines Meisters der volkseigenen Industrie erreichte. Er arbeitete als Brigadier im VEB Görlitzer Maschinenbau.

## Politik
Leubner trat 1947 in den FDGB ein. 1948 wurde er Mitglied der SED und war von 1951 bis 1953 APO-Sekretär. In den beiden Wahlperioden von 1958 bis 1963 und von 1963 bis 1967 war er Mitglied der FDGB-Fraktion in der Volkskammer der DDR und wurde in den Ausschuss für Haushalt und Finanzen gewählt.

## Auszeichnungen
- Medaille "Für ausgezeichnete Leistungen im Wettbewerb"
- fünffacher Aktivist